# Liste der Chief Minister von Delhi
Die folgende Tabelle listet die Chief Minister von Delhi mit Amtszeit und Parteizugehörigkeit auf. Delhi hatte von 1950 bis 1956 den Status eines Bundesstaates und wurde daher von einem Chief Minister regiert. Von 1956 bis 1992 war es Unionsterritorium und unterstand direkt der Zentralregierung. Seit 1992 ist die Bezeichnung National Capital Territory of Delhi und das Amt des Chief Ministers wurde wieder eingeführt.
| # | Name                    | Amtsantritt        | Ende der Amtszeit  | Partei                   |
| 1 | Chaudhary Brahm Prakash | 17. März 1952      | 11. Februar 1955   | Indian National Congress |
| 2 | Gurmukh Nihal Singh     | 12. Februar 1955   | November 1956      | Indian National Congress |
| 3 | Madan Lal Khurana       | 2. Dezember 1993   | 25. Februar 1996   | Bharatiya Janata Party   |
| 4 | Sahib Singh Verma       | 26. Februar 1996   | 11. Oktober 1998   | Bharatiya Janata Party   |
| 5 | Sushma Swaraj           | 12. Oktober 1998   | 2. Dezember 1998   | Bharatiya Janata Party   |
| 6 | Sheila Dikshit          | 3. Dezember 1998   | 27. Dezember 2013  | Indian National Congress |
| 7 | Arvind Kejriwal         | 28. Dezember 2013  | 17. Februar 2014   | Aam Aadmi Party          |
|   | (President’s rule)      | 17. Februar 2014   | 14. Februar 2015   |                          |
| 8 | Arvind Kejriwal         | 14. Februar 2015   | 17. September 2024 | Aam Aadmi Party          |
| 9 | Atishi Marlena Singh    | 17. September 2024 | im Amt             | Aam Aadmi Party          |